# Lokomotiva 383
Lokomotiva řady 383 je vícesystémová elektrická lokomotiva typu Siemens Vectron MS registrovaná českým Drážním úřadem. Stejnou číselnou řadou byly označeny stroje Vectron na Slovensku. Lokomotivy byly do Česka dodány pro potřeby nákladních dopravců ČD Cargo, Orlen Unipetrol Doprava, PKP Cargo International, LokoTrain a METRANS Rail, na Slovensko pro osobního dopravce ZSSK a nákladní dopravce Railtrans International, ZSSK Cargo a Lokorail.

## Historie

### Česko

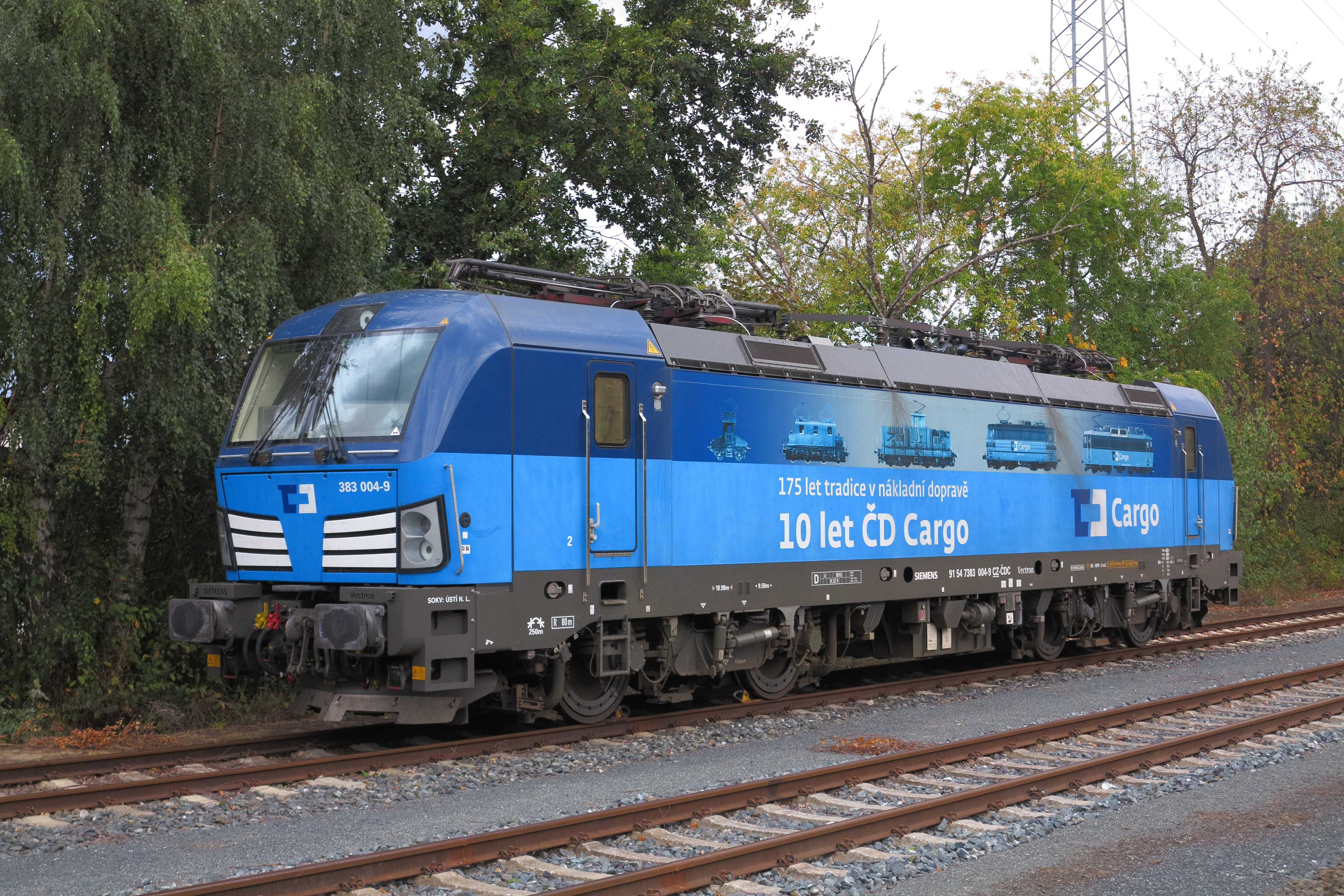
Lokomotiva 383.004 dopravce ČD Cargo

Nákladní dopravce ČD Cargo vypsal v červenci 2015 soutěž na dodávku pěti interoperabilních vícesystémových elektrických lokomotiv s opcí na další tři kusy. V dubnu 2016 byla podepsána smlouva s vítězem, společností Siemens. Lokomotivy Vectron MS obdržely v Česku řadu 383, přičemž pětice strojů 383.001–005 byla dodána do podzimu 2016. První lokomotiva byla nasazena do provozu již 22. června 2016. Tři lokomotivy z opce (383.006–008) byly objednány v dubnu 2017, další čtyři (383.009–012) v srpnu 2018 a desetikusová série (383.013–022) v červenci 2022 (dodány v průběhu roku 2024). Kromě toho si dopravce v roce 2021 pořídil také dva elektrické Vectrony řady 393 s pomocným dieselovým pohonem, využitelným například pro obsluhu nezatrolejovaných vleček či manipulačních kolejí.
Trojici Vectronů MS (383.050–052) si v roce 2017 pořídil nákladní dopravce Unipetrol Doprava. V roce 2020 je následovala další čtveřice (383.056–059), ze které byl poslední stroj dodán v únoru 2023. Na přelomu let 2023 a 2024 objednala společnost Orlen Unipetrol Doprava další čtyři stroje (383.068–071), poslední z nich převzala v březnu 2025.
V listopadu 2018 objednala společnost EP Cargo Invest tři Vectrony MS s opcí na dalších sedm kusů. Trojici strojů 383.060–062 začala od jara 2019 provozovat její sesterská společnost LokoTrain. Následně byly pořízeny tři lokomotivy z opce (383.063–065), dodané v roce 2020, a roku 2024 další dva stroje (383.066–067).
Společnost UniCredit Leasing CZ objednala v březnu 2019 tři Vectrony MS (383.053–055) určené přes operativní leasing k pronájmu nákladnímu dopravci Advanced World Transport (od října 2019 PKP Cargo International). Lokomotivy byly dodány do léta toho roku.
V dubnu 2019 uzavřela společnost METRANS smlouvu na nákup 10 Vectronů MS s opcí na dalších 20 kusů. Stroje 383.401–410 byly dodány do března 2020. Opce byla plně vyčerpána ve dvou krocích: druhá desítka (383.411–420) byla dodávána od září 2021 do března 2022 a třetí série (383.421–430) od října 2022 do února 2023. Následně společnost objednala dalších deset lokomotiv (383.431–440), jež od výrobce převzala od podzimu 2023 do února 2024, a poté i dalších deset strojů (383.441–450), jejichž dodávání bylo zahájeno v březnu 2025.

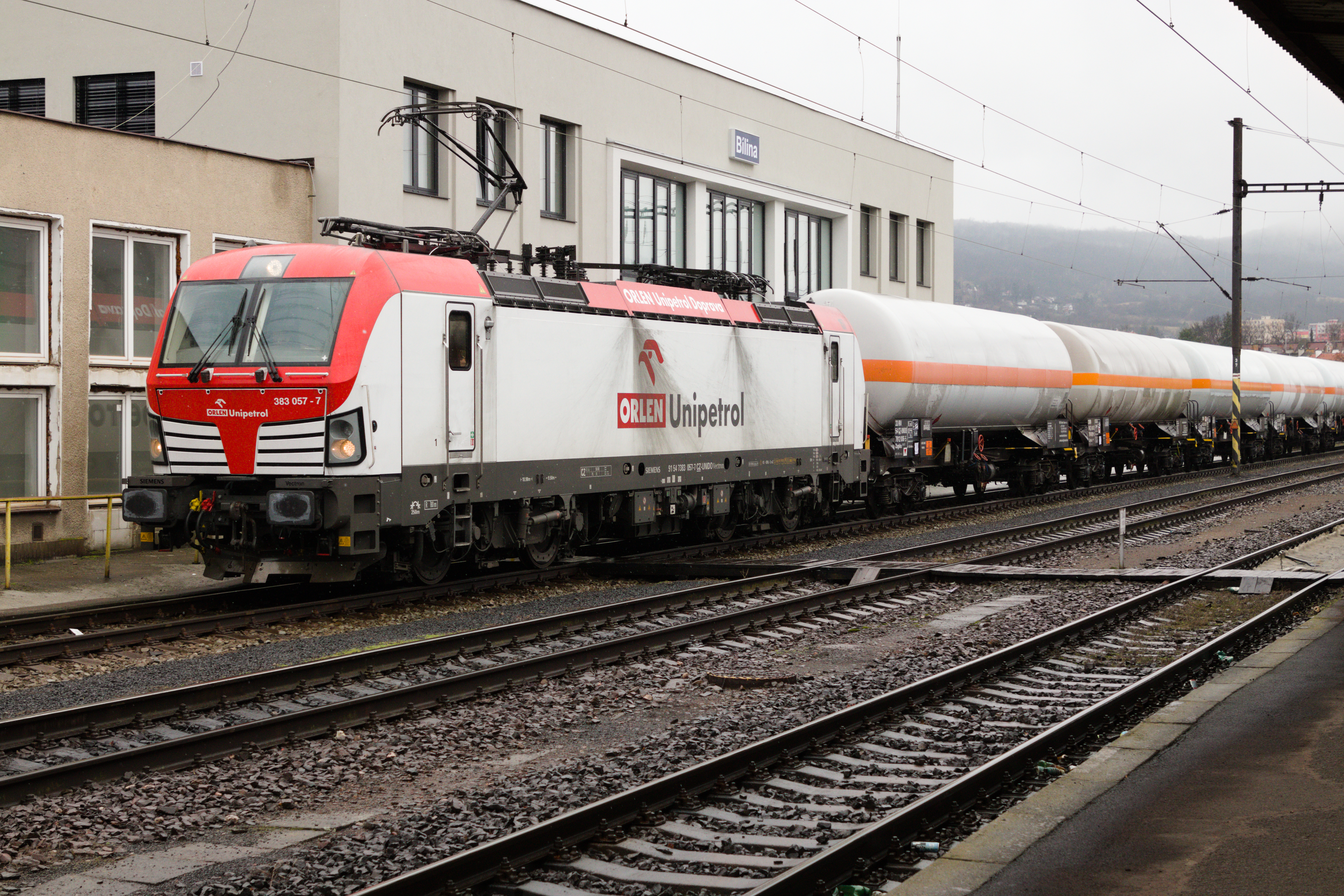
Nákladní vlak v Bílině tažený strojem 383.057 dopravce Orlen Unipetrol Doprava
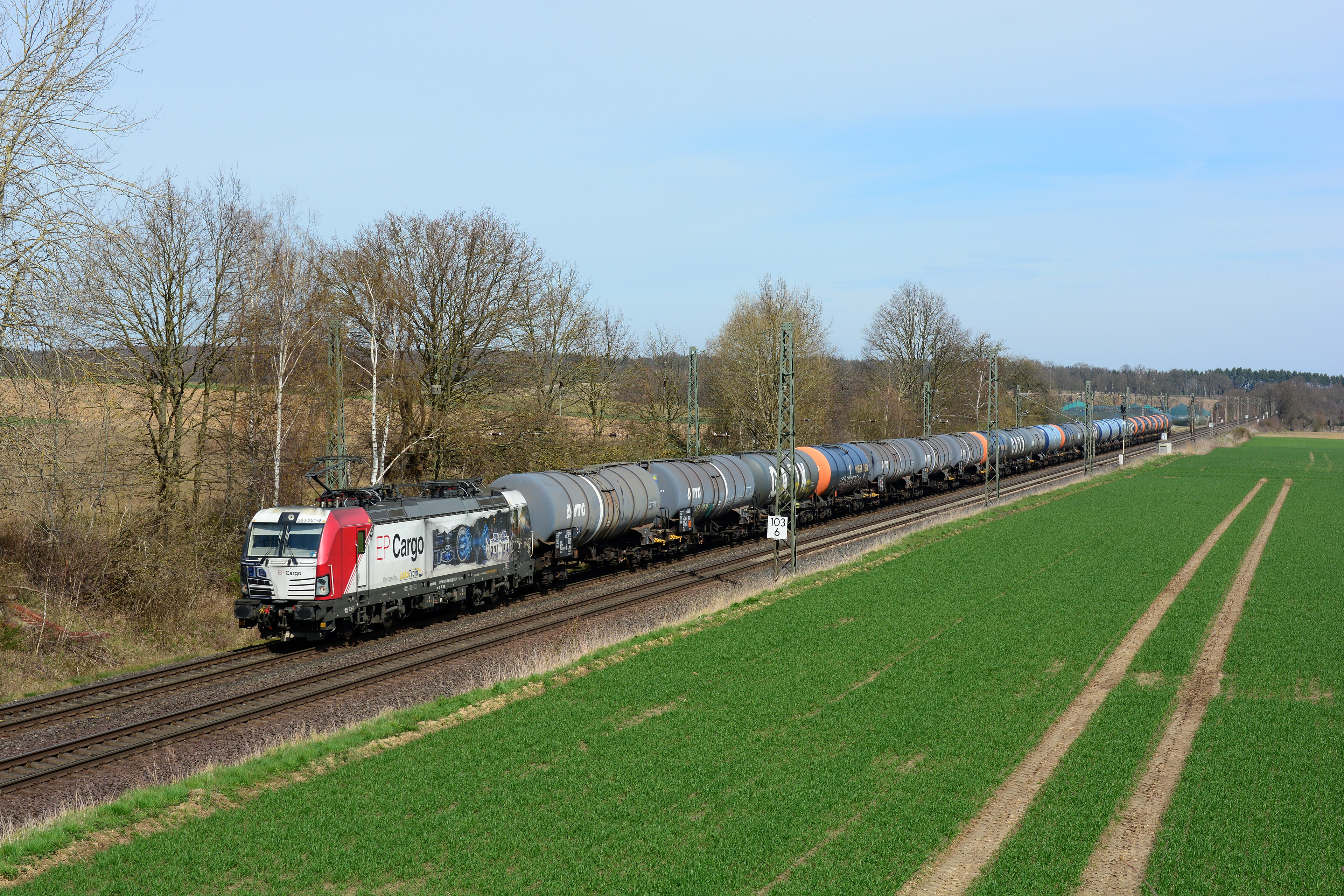
Nákladní vlak v Dolním Sasku s lokomotivou 383.061 společnosti EP Cargo v čele
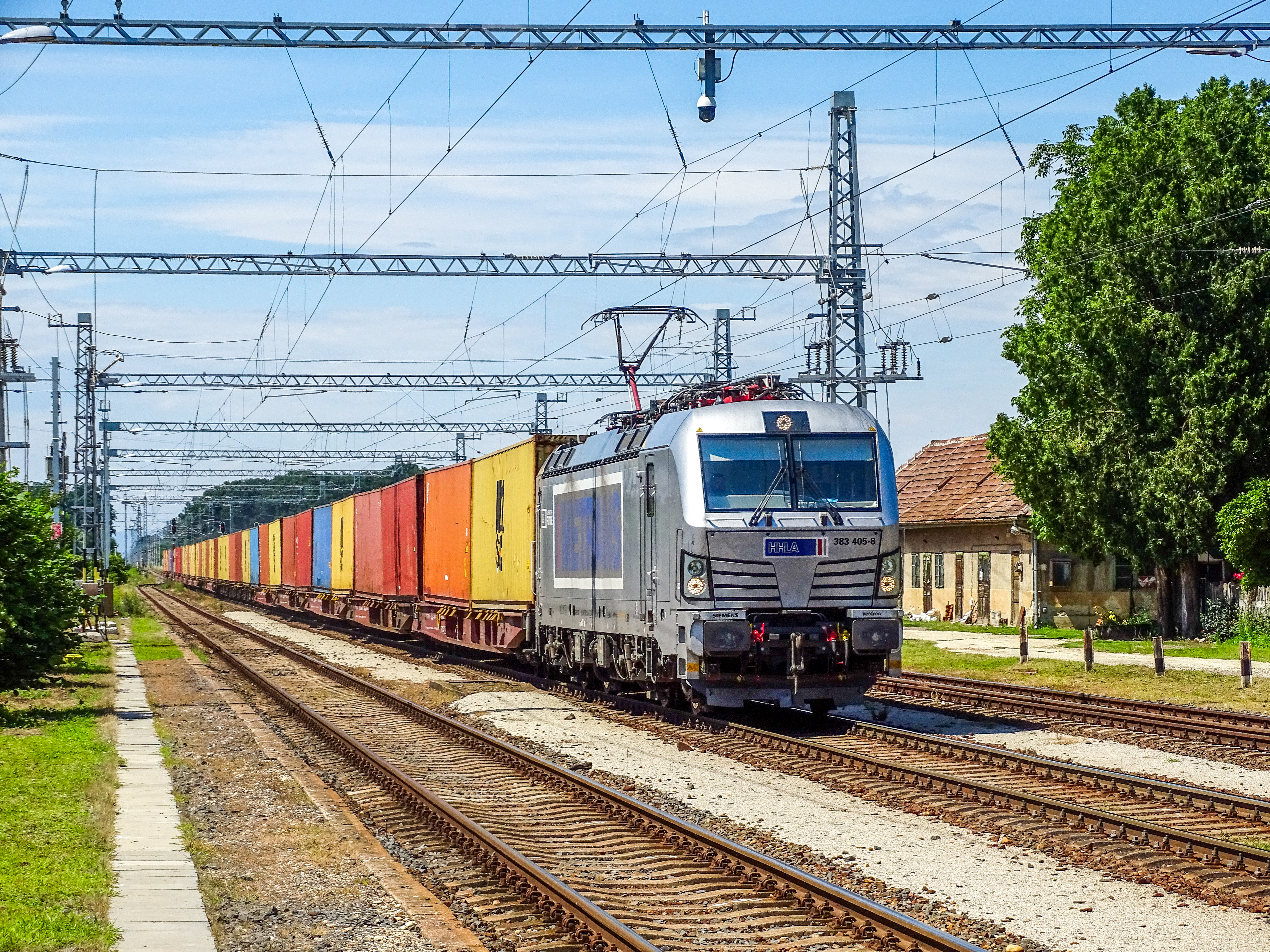
Kontejnerový vlak v Maďarsku vedený strojem 383.405 společnosti Metrans

### Slovensko

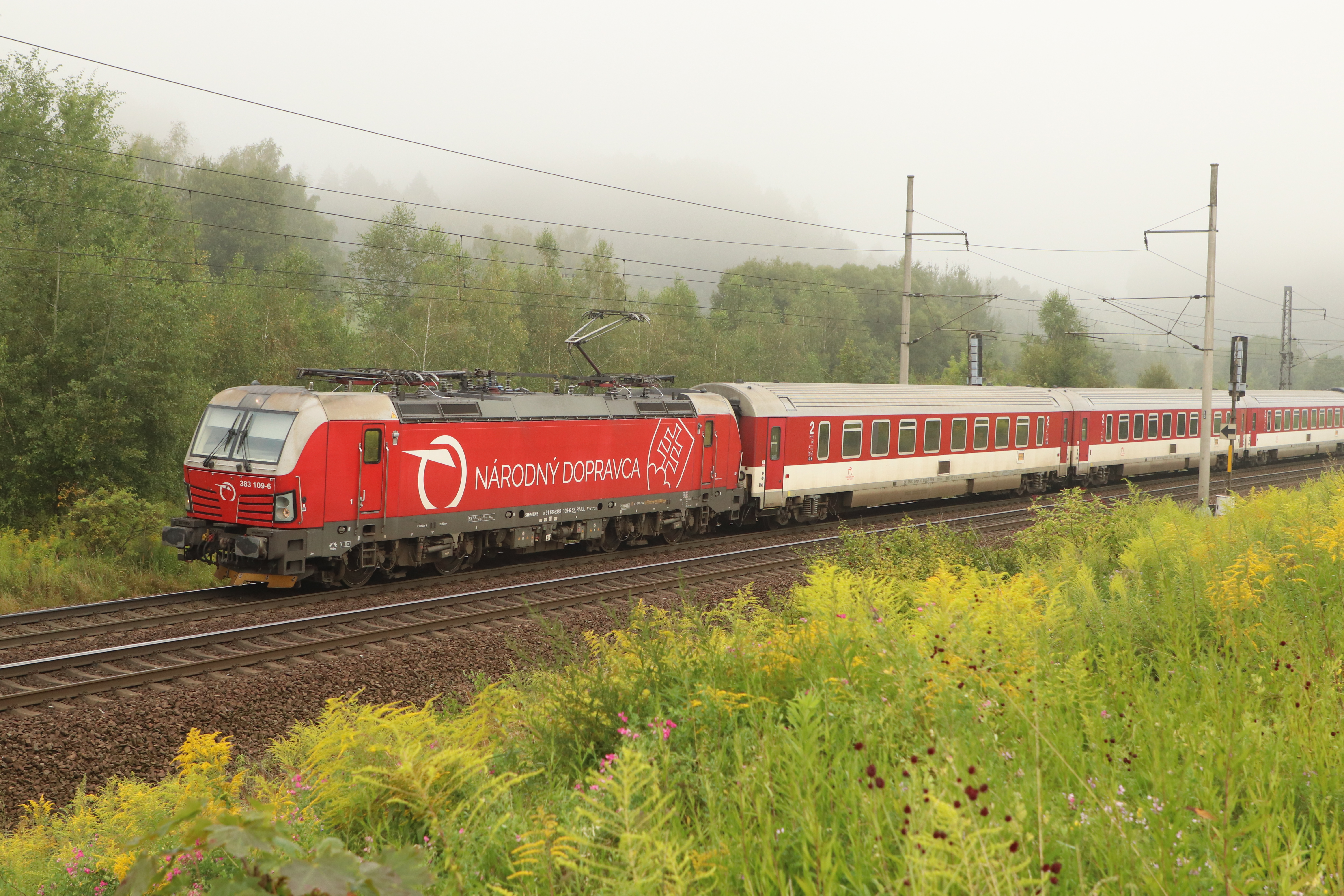
Lokomotiva 383.109 pronajatá ZSSK v čele vlaku u České Třebové

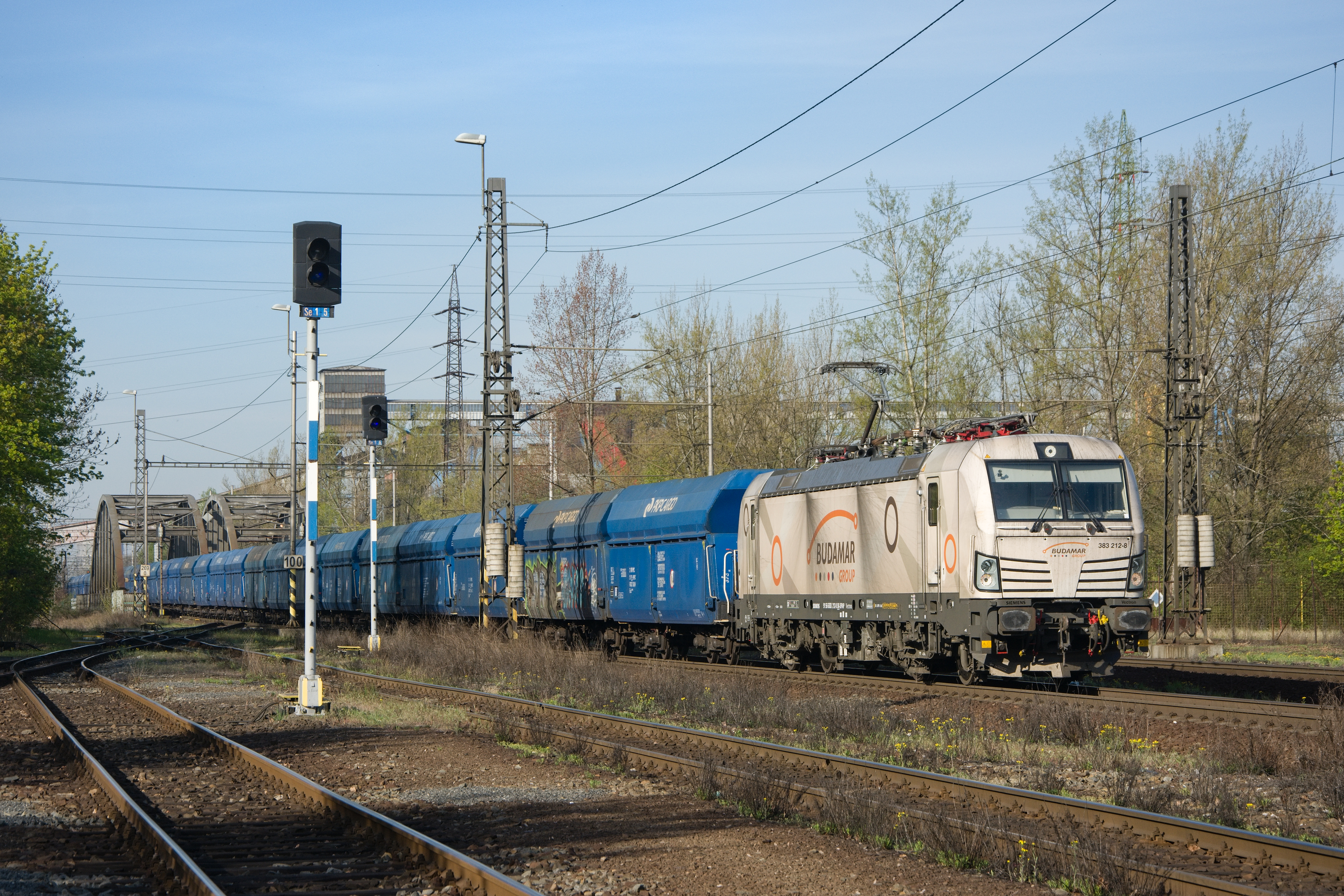
Nákladní vlak dopravce Lokorail tažený strojem 383.212 v Ostravě

Osobní dopravce Železničná spoločnosť Slovensko vyhlásil v červnu 2017 soutěž na desetiletý pronájem deseti lokomotiv, kterou v říjnu 2017 vyhrála společnost S Rail Lease (od roku 2021 Rolling Stock Lease). Deset strojů Vectron MS (383.101–110) bylo dodáno na konci roku 2017 a v průběhu roku 2018.
Nákladní dopravce Železničná spoločnosť Cargo Slovakia si pronajal od listopadu 2018 deset Vectronů MS (383.201–210), které mu na základě vyhrané soutěže dodala společnost S Rail Lease. Lokomotivy byly předávány od prosince 2018 do března 2019.
Dva stroje (383.111–112) zakoupil nákladní dopravce Railtrans International, dodány byly v listopadu 2019.
Společnost Slovenská plavba a prístavy objednala pětici Vectronů MS (383.211–215), které byly dodány během roku 2019. Určeny byly pro nákladního dopravce Lokorail, sesterskou společnost ze skupiny Budamar Logistic. Ta pro Lokorail pronajala v roce 2022 dalších deset lokomotiv (383.216–223 a 383.301–302; řada 383.3 umožňuje oproti ostatním díky své výbavě také provoz v Itálii) od leasingové společnosti Rolling Stock Lease.